# John Smith (officier de marine)
Pour les articles homonymes, voir John Smith et Smith.
Le capitaine John Smith est un officier de l'United States Navy né le 1er janvier 1780 ou le 2 janvier en Écosse ou en Irlande, selon les sources, et mort le 6 août 1815 à Philadelphie.

## Biographie
Sa carrière militaire, comme le reste de sa vie, demeurent mystérieux, les rares sources dont l'on dispose se contredisant souvent entre elles. Sa date et son lieu de naissance sont en tout premier lieu sujets à caution. On le sait né en janvier 1780, soit le 1er, soit le 2 du mois, en Écosse ou en Irlande. Sa pierre tombale fait mention du 1er janvier et de l’Écosse.
Il est nommé lieutenant le 27 février 1799 à bord de la Chesapeake.
En 1803 ou 1804, il prend le commandement de la goélette USS Vixen et participe à la guerre de Tripoli.
Le site officiel de la Navy mentionne sa promotion au grade de capitaine le 29 octobre 1810, au commandement du Franklin, ce que d'autres sources confirment. Or, ce bâtiment ne sera construit qu'en 1815 et ne prendra la mer pour la première fois qu'en 1817, après le décès de Smith et la fin de la guerre anglo-américaine de 1812, à laquelle les sources indiquent clairement sa participation.
Il prend en effet le commandement de la frégate USS Congress en 1811 et participe à des patrouilles de routine lors de l'année 1812. Plusieurs lettres indiquent qu'il commande toujours ce bâtiment en décembre 1813,. La Congress arrive à Portsmouth le 31 décembre de cette même année. À cette occasion, une dernière lettre est envoyée au secrétaire à la marine William Jones. La frégate est ensuite placée en réserve jusqu'en 1815 puis réactivée sous le commandement d'un autre capitaine.
Une autre lettre en date du 12 juillet 1814 du capitaine Oliver Hazard Perry remercie le secrétaire Jones de lui confier le commandement de la frégate Java en remplacement de Smith qui part pour les Grands Lacs. Ce dernier s'est en effet vu proposer deux postes. L'un à Baltimore à bord de la Java ou à bord de la toute nouvelle frégate Mohawk, basée à Sacket, dans la région des Grands-Lacs. Toutefois, par courrier du 29 juin, il informe le secrétaire à la marine qu'il doit renoncer à son poste pour raisons de santé, incapable d'atteindre le port de Sacket,. Smith ne sera plus nommé à un poste d'actif à compter de ce-jour. Une dernière lettre du 3 août 1814 entre le secrétaire à la marine Jones et le commodore Isaac Chauncey fait état de l'absence du capitaine Smith.
Il meurt le 6 août 1815 à Philadelphie. Il est enterré dans le cimetière attenant à l'église Saint-Pierre.